# 新马沙杜
新马沙杜是巴西南大河州的一个市镇。总面积218.669平方公里，总人口4246人，人口密度19.4人/平方公里。